# Ingo Kerkhof
Ingo Kerkhof (geb. vor 1997) ist ein deutscher Theater- und Opernregisseur.

## Leben
Nach einem Studium der Philosophie, Politologie und Literaturwissenschaften in Frankfurt am Main und Berlin arbeitete Kerkhof zunächst als Regieassistent an der Deutschen Oper Berlin. 1997 gründete er das Ensemble der Kerkhof-Produktion, mit dem er Aufführungen für die Baracke des Deutschen Theaters Berlin, für das Theater am Halleschen Ufer, die Berliner Sophiensæle sowie das Forum Freies Theater in Düsseldorf erarbeitete. Es folgten Einladungen zum Intercity-Festival in Florenz, dem Zürcher Theater Spektakel sowie dem Festival Theater der Welt. Weitere Regiearbeiten führten Kerkhof unter anderem an das Deutsche Schauspielhaus Hamburg, Schlosstheater Moers, Stadttheater Bern, Theater am Neumarkt Zürich und das Düsseldorfer Schauspielhaus.

## Inszenierungen (Auswahl)

### Theater
- 2007 Das weite Land von Arthur Schnitzler am Landestheater Linz[2]
- 2008 Lulu von Frank Wedekind am Stadttheater Bern[3]
- 2015 Baumeister Solness von Henrik Ibsen am Staatstheater Wiesbaden[4]
- 2016 Hangmen von Martin McDonagh am Staatstheater Wiesbaden (DSE)[5]

### Oper
- 2014 Verlobung im Traum von Hans Krása am Staatstheater Karlsruhe[6]
- 2016 Agota von Helmut Oehring am Staatstheater Wiesbaden (UA)[7]
- 2016 Idomeneo von Wolfgang Amadeus Mozart am Nationaltheater Mannheim[8]
- 2016 Comeback von Oscar Strasnoy an der Staatsoper Unter den Linden (UA)[9]
- 2017 Le nozze di Figaro von Wolfgang Amadeus Mozart an der Staatsoper Hannover[10]
- 2019 Benjamin von Peter Ruzicka am Theater Heidelberg

## Auszeichnungen
- 2024: Faustverleihung 2024: Auszeichnung in der Kategorie Inszenierung Musiktheater[11]